# Salix flabellaris
Salix flabellaris es una especie de sauce perteneciente a la familia de las salicáceas. Es nativa de Asia.

## Descripción
Es un arbusto enano, que alcanza un tamaño de hasta 15 cm de altura, las ramas procumbentes, glabras. Las hojas, pecioladas, con las láminas elípticas, obovado o suborbiculares, agudas u obtusas, crenadas o márgenes serrados. Florece después de la aparición de las hojas. El amento masculino de 10-45 mm de largo y el femenino similar al masculino. El fruto es una cápsula ± sésil, ovada.

## Distribución
Se encuentra en Pakistán (Chitral, Swat, Hazara, Karakoram, Gilgit), Cachemira, India (Tehri-Garhwal), Nepal, Bután, Sikkim y China (Sichuan, Xizang, Yunnan)

## Taxonomía
Salix flabellaris fue descrita por Nils Johan Andersson y publicado en Journal of the Linnean Society, Botany 4: 54, en el año 1860.
Etimología
Salix: nombre genérico latino para el sauce, sus ramas y madera.
flabellaris: epíteto latino que significa "como un abanico".